# MRT環状線
MRT環状線（エムアールティー かんじょうせん）は、SMRTトレインズが運営するシンガポールの地下鉄である。路線のほとんどが地下で、完成すれば世界で最大の全線自動運行路線になる予定であったが計画が延期されたため、完成時にはドバイメトロアフマル線の52 kmが世界最長の全自動路線となる。ラインカラーは■オレンジ。

## 概要
MRT環状線は従来のシンガポールのMRTと異なり、司令室からの制御による無人走行（自動運転）列車となる。
大成建設を初めとする日本企業が参加して建設プロジェクトが組まれ、工区は何段階かに時期を分けて工事が進められている。現在発表されている工区は5段階までで、ドビー・ゴート駅からハーバー・フロント駅までの路線で、実際には完全な環状にはなっていない。次の第6段階で環状になる予定。
第1段階のドビー・ゴート駅からスタジアム駅は当初2008年に完成する予定だったが、ニコール・ハイウェイ駅周辺でトンネル倒壊事故が起こり2010年に延期され、またそれに伴いマリーナ・ベイ延伸以外の完成予定も延期された。
2011年10月一部を除き開通。無人走行車ではあるが、開業にあたり最初の半年は進行方向を注視したり予期せぬトラブルに対応するために、職員が先頭車両に同乗した形で試運転を始めている。2012年に全線開通予定
。なお2013年に完成したMRTダウンタウン線の第1段階の路線は、この環状線の支線として開業することになる。

## 車両基地
車両基地はキム・チュアン車両基地を使用し、路線の運行を制御する場所でもある。

## 沿革
- 2009年5月28日 - バートレイ駅（英語版） - メリーマウント駅（英語版）間（第3期）開業 。
- 2010年4月17日 - ドビー・ゴート駅 - タイ・セン駅（英語版）間（第1、2期）開業 。
- 2011年10月8日 - カルデコット駅（英語版） - ハーバー・フロント駅間（第4、5期）開業 。

## 駅一覧
- 地下駅は英語の字体が斜めになっているもの。

| 駅番号             | 駅名                   | 駅名            | 駅名         | 駅名       | 接続路線・備考                                       |
| 駅番号             | 日本語                 | 英語            | 簡体字中国語 | タミル語   | 接続路線・備考                                       |
| ------------------ | ---------------------- | --------------- | ------------ | ---------- | ---------------------------------------------------- |
| CC1 NS24 NE6       | ドビー・ゴート駅       | Dhoby Ghaut     | 多美歌       | டோபி காட்      | ■南北線 ■北東線                                      |
| CC2                | ブラス・バサー駅       | Bras Basah      | 百胜         | பிராஸ் பாசா     |                                                      |
| CC3                | エスプラネード駅       | Esplanade       | 滨海中心     | எஸ்பிளனேட்     |                                                      |
| CC4 DT15           | プロムナード駅         | Promenade       | 宝门廊       | புரொமனெட்      | ■ダウンタウン線                                      |
| CC5                | ニコール・ハイウェイ駅 | Nicoll Highway  | 尼诰大道     | நிக்கல் நெடுஞ்சாலை |                                                      |
| CC6                | スタジアム駅           | Stadium         | 体育场       | ஸ்டேடியம்      |                                                      |
| CC7                | マウントバッテン駅     | Mountbatten     | 蒙巴登       | மவுண்ட்பேட்டன்   |                                                      |
| CC8                | ダコタ駅               | Dakota          | 达科达       | டகோட்டா       |                                                      |
| CC9 EW8            | パヤ・レバー駅         | Paya Lebar      | 巴耶利峇     | பாய லேபார     | ■東西線                                              |
| CC10 DT26          | マクファーソン駅       | MacPherson      | 麦波申       | மெக்பர்சன்     | ■ダウンタウン線                                      |
| CC11               | タイ・セン駅           | Tai Seng        | 大成         | தை செங்       |                                                      |
| CC12               | バートレイ駅           | Bartley         | 巴特礼       | பார்ட்லி       |                                                      |
| CC13 NE12          | セラングーン駅         | Serangoon       | 实龙岗       | சிராங்கூன்      | ■北東線                                              |
| CC14               | ロロン・チュアン駅     | Lorong Chuan    | 罗弄泉       | லோரோங் சுவான்    |                                                      |
| CC15 NS17          | ビシャン駅             | Bishan          | 碧山         | பீஷான்        | ■南北線                                              |
| CC16               | メリーマウント駅       | Marymount       | 玛丽蒙       | மேரிமவுண்ட்     |                                                      |
| CC17 TE9           | カルデコット駅         | Caldecott       | 加利谷       | கால்டிகாட்      | ■トムソン・イーストコースト線 (工事中)               |
| CC18               | ブキ・ブラウン駅       | Bukit Brown     | 武吉布朗     | புக்கிட் பிரவுன்  | (未開業)                                             |
| CC19 DT9           | ボタニック・ガーデン駅 | Botanic Gardens | 植物园       | பூ மலை       | ■ダウンタウン線                                      |
| CC20               | ファーラー・ロード駅   | Farrer Road     | 花拉路       | ஃபேரர் சாலை    |                                                      |
| CC21               | ホーランド・ビレッジ駅 | Holland Village | 荷兰村       | ஹாலந்து வில்லேஜ்  |                                                      |
| CC22 EW21          | ブオナ・ヴィスタ駅     | Buona Vista     | 波那维斯达   | புவன விஸ்தா    | ■東西線                                              |
| CC23               | ワン・ノース駅         | one-north       | 纬壹         | ஒன்-நார்த்     |                                                      |
| CC24               | ケント・リッジ駅       | Kent Ridge      | 肯特岗       | கெண்ட் ரிஜ்     |                                                      |
| CC25               | ハウ・パー・ヴィラ駅   | Haw Par Villa   | 西海岸       | ஹா பர் வில்லா   |                                                      |
| CC26               | パシール・パンジャン駅 | Pasir Panjang   | 巴西班让     | பாசிர் பாஞ்சாங்   |                                                      |
| CC27               | ラブラドール・パーク駅 | Labrador Park   | 拉柏多公园   | லாப்ரடார் பூங்கா  |                                                      |
| CC28               | テロック・ブランガー駅 | Telok Blangah   | 直落布兰雅   | தெலுக் பிளாங்கா   |                                                      |
| CC29 NE1           | ハーバー・フロント駅   | HarbourFront    | 港湾         | துறைமுகம்      | ■北東線 セントーサ・エクスプレス（ヴィヴォシティ駅） |
| マリーナ・ベイ延伸 |                        |                 |              |            |                                                      |
| CC4 DT15           | プロムナード駅         | Promenade       | 宝门廊       | புரொமனெட்      | ■ダウンタウン線                                      |
| CE1 DT16           | ベイフロント駅         | Bayfront        | 海湾舫       | பே ப்ரண்ட்     | ■ダウンタウン線                                      |
| CE2 NS27 TE20      | マリーナ・ベイ駅       | Marina Bay      | 滨海湾       | மரீனா பே      | ■南北線 ■トムソン・イーストコースト線 (工事中)       |